# 아굴라스곶

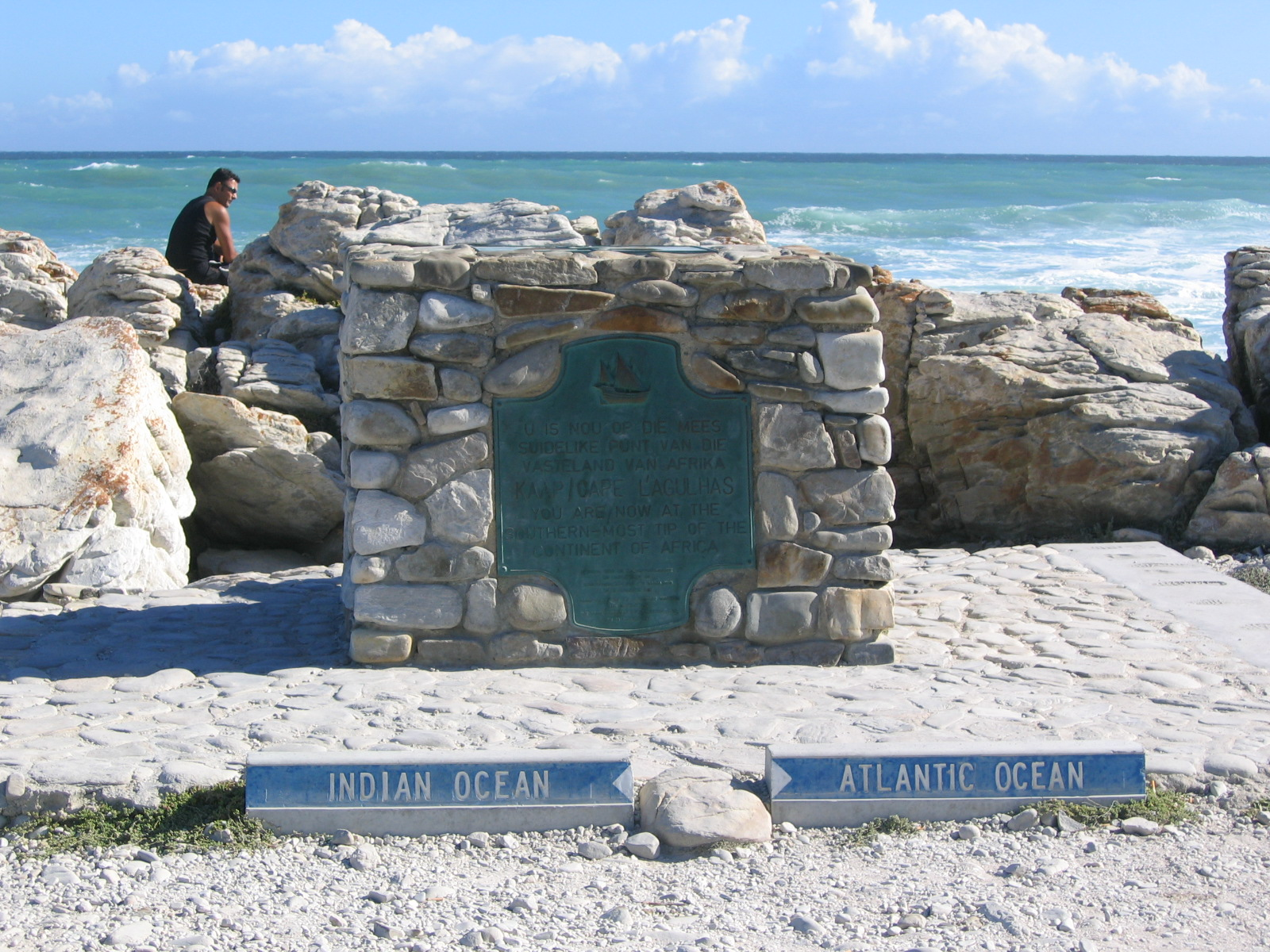
아굴라스 곶에 있는 대서양과 인도양의 경계선 표식

아굴라스 곶(영어: Cape Agulhas, 포르투갈어: Cabo das Agulhas)는 지리학 상 아프리카 대륙의 남쪽 극점이며, 수로학 상 대서양과 인도양을 구분하는 지점이다. 명칭은 포르투갈 어로 '바늘 곶(Cape of Needles)'이라는 의미에서 유래했다. 역사적으로 이 곶은 전통적인 클리퍼 항로에서 매우 위험한 곳으로 알려졌고, 때로는 희망봉을 대신하여 그레이트 케이프들(great capes) 중 하나로 여겨지기도 한다.